# ستوبیتس (استان اشوی‌داشکسیه)
ستوبیتس (به لهستانی: Stobiec) یک منطقهٔ مسکونی در لهستان است که در گمینا ایوانگسکا واقع شده‌است. ستوبیتس ۴۴۰ نفر جمعیت دارد.